# 地工合成材料

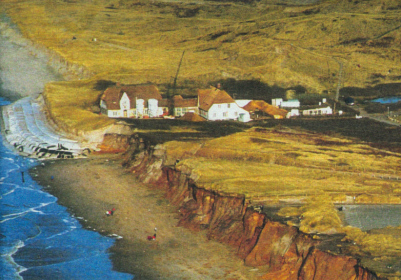
地工布所製的沙袋保護敘爾特島歷史悠久的克利芬德房屋免受暴風雨的侵襲，沒有沙袋所保護的兩側堤岸都被風暴給侵蝕。

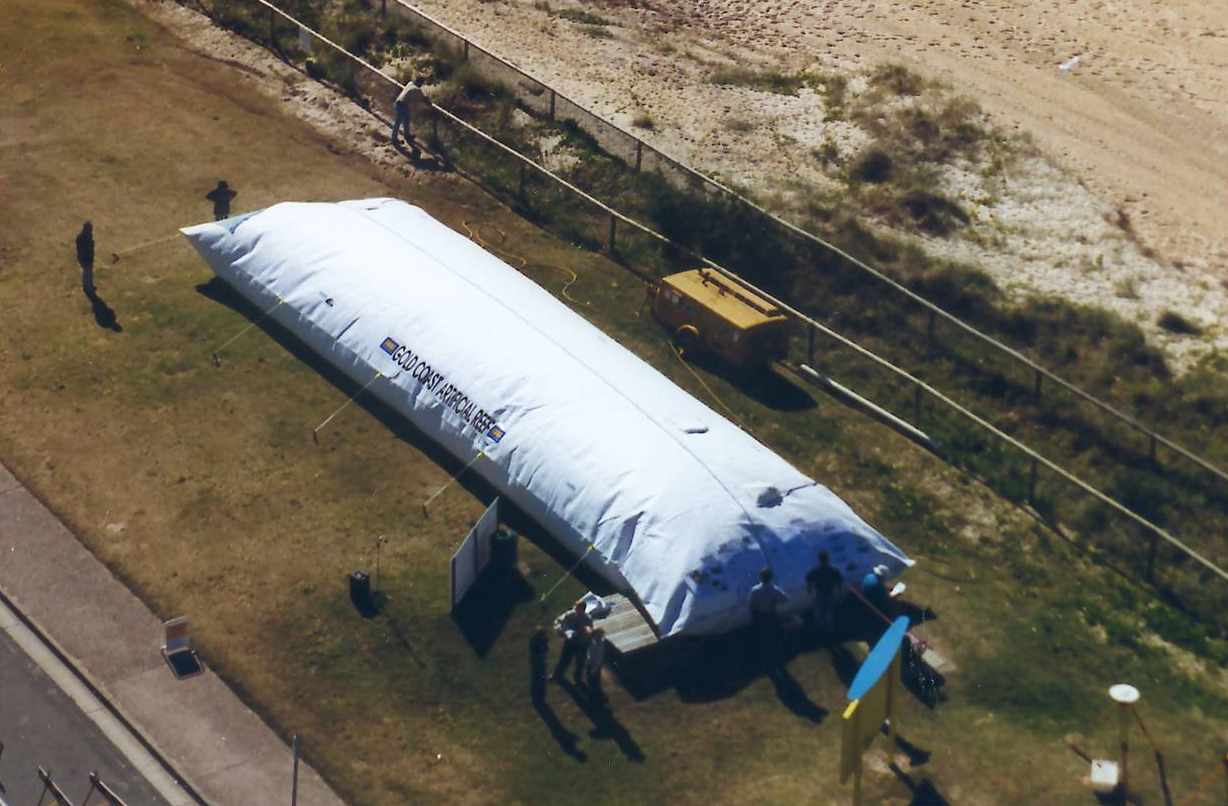
地工布沙袋長度約為 20 m，圖為昆士蘭州人工魚礁所用的沙袋。

地工織物是一種多用途的合成產品。通常適用於土木工程的聚合物。其中包括八個主要產品類别：地工布、地工格柵、地工格網、地工膜、地工合成黏土層、地工泡沫塊、地工格室和地工複合材料。地工織物的聚合物性質使其適合在需要高耐久性的地面上使用。也可以直接用於暴露的地面上。地工合成材料有多種形式和材料。此產品在土木工程具有廣泛的應用，目前用於土木、土力工程、交通、地質環境保護、水利和社會開發，包括道路、機場、鐵路、路堤、擋土結構、水庫、運河、水壩、侵蝕控制、沈積物控制、垃圾掩埋場、採礦業、水產養殖業和農業。

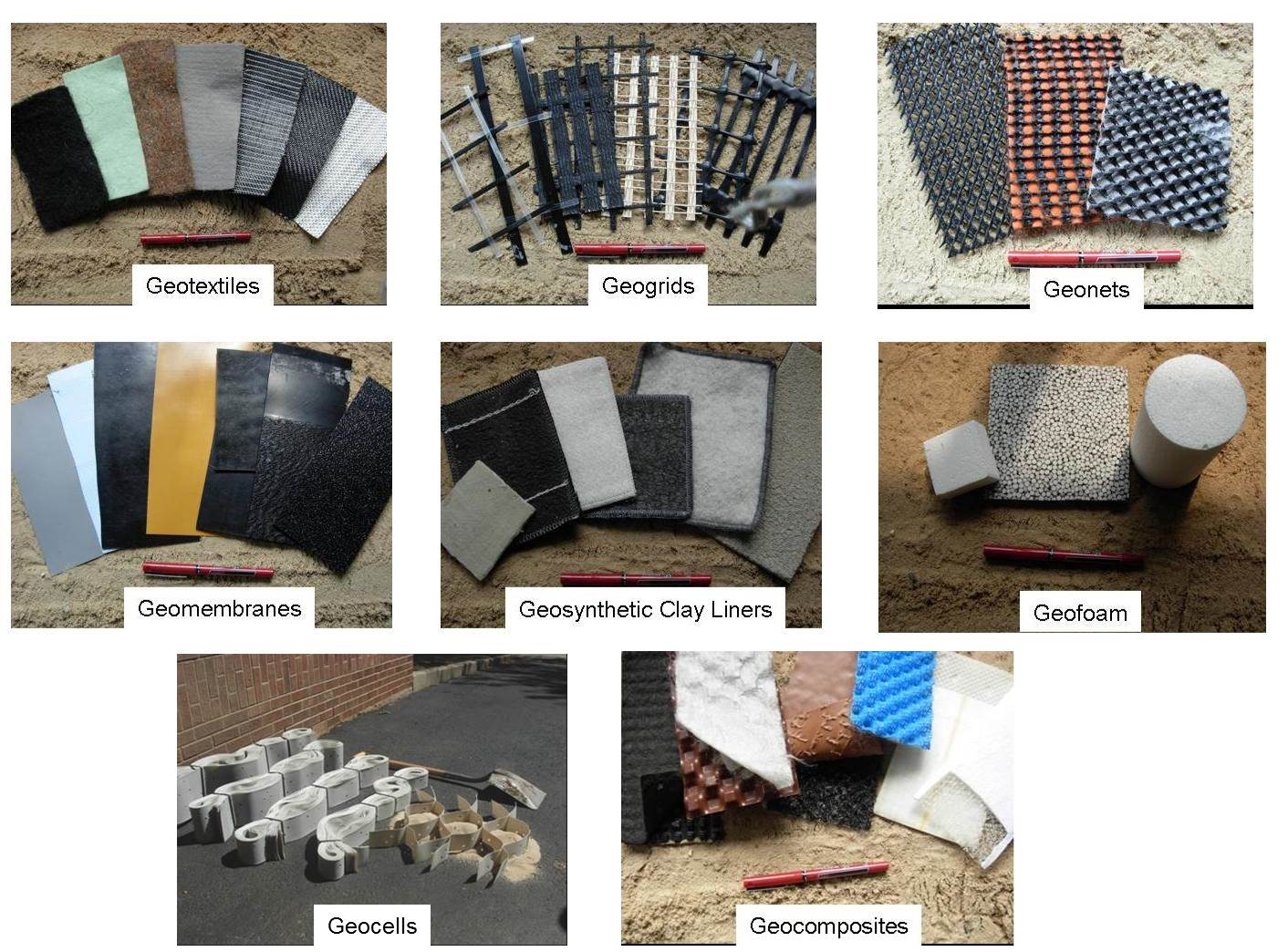
地工合成材料

### 地工織布
地工織布是地工合成材料兩大類之一。 它們是由聚合物纖維組成的紡織品，而不是棉、羊毛或絲綢等天然纖維。 此種材質不易受到生物降解的影響，不容易被大自然分解。這些合成纖維透過標準紡織機械製成柔性多孔織物，或以隨機非織造方式交織在一起。 有的也是針織的。
目前已知地工織物至少運用在100個特定應用領域。但地工織物始終至少具有一下四種功效其中之一：隔離、加固、過濾、排水。

### 地工格栅

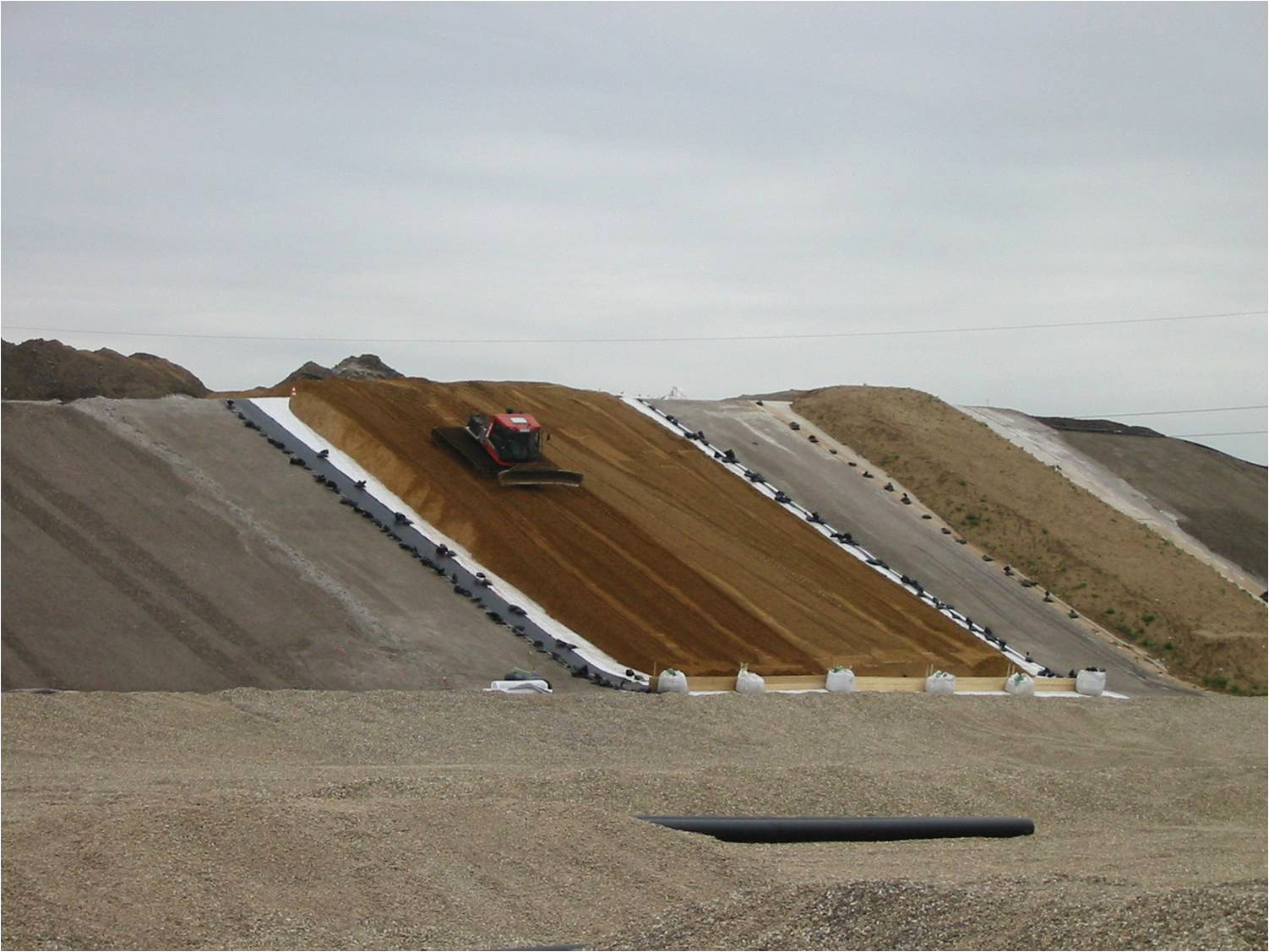
圖為地工格栅用於防止垃圾掩埋場建造時土壤在長而陡的斜坡上滑動。

地工格栅是地工合成材料中快速崛起的材料。地工格栅與其他使用編織而成的地工合成材料不同，是一種間格較大的聚合性物質。
此產品透過標準的紡織製作方法以聚合物材料製成，或者使用雷射或超音波將聚合塑料條黏合在一起。
地工格栅在地工織物中主要負責加固的部分，在土壤受到兩個或三個以上的方向受力時可以有良好的抵抗力，使土壤不易變形。

### 地工格網
地工格網(Geonets)屬於地工合成材料領域的另一個部分。跟先前提到的地工格柵比起來，地工格網的間距通常較小，且編織形狀為菱形（與地工格栅的長方形不同）。
此產品是兩個或以上聚合塑料條黏合編織而成，形成類似漁網的結構。最常見的類型有雙平面或三平面兩種。
另外，還有許多不同類型的形狀可供選擇。例如有表面針狀，凹坑或加裝塑料尖頭的聚合物材料，由聚合物纖維製作的三維地工格網可以用於需要排水的土壤區等。

### 地工膜
地工膜屬於地工合成材料的另一個領域，其平均銷售額甚至大於地工織物。大約1980年代，美國和德國受到當時頒布的固體垃圾掩埋場的政府法規的刺激，而使此產品的銷售有大幅度的提升。這些材料本身是相對較薄、不透水的聚合物塑料布，主要用於隔離的材料。例如垃圾掩埋場的地面，為防止垃圾中的有毒物質進入土染造成生態災害，需要在掩埋處的地面加設地工膜。
地工膜除了用於垃圾掩埋場，也可用於地面蓄水池、運河或其他设施。此產品主要功能也可以作為防止蒸氣外漏的屏障（例如用於防止水庫蒸發量過大時）。其應用範圍很大，除了環境領域外，在土木、交通、水利和私人開發工程（如水廠養殖、農業、採礦等）方面的應用也在迅速增長。

### 地工皂土毯
地工皂土毯（縮寫為GCL）是聚合物材料和天然土壤的合成。此產品是工廠制造的膨潤土，夾在兩塊地工布之間或黏合在地工膜上。而結合的方法可以透過針刺、縫合或黏合而成。 GCL 常加工於地工膜下。

### 地工泡沫塊
地工泡棉塊是一種聚合物，透過將聚苯乙烯加工成由許多充滿閉合孔隙的大型海綿。 地工泡沫塊的性質類似未膨脹的聚合材料。 體積大但重量極輕並具有高度的承載力，可以並排或分層堆疊，在許多應用中提供輕質填充，例如使用地工泡沫塊代替回填土可以大幅減少運輸成本，也不會有開採問題。

### 地工格室
地工格室（也称為蜂窝限制系统）是三维蜂窝状蜂窝结构，在填充压实土壤时形成限制系统。由聚合材料挤压成条带，通过超声波串联焊接在一起，条带膨胀形成柔性 3D 蜂窝床垫的坚硬（通常有纹理和穿孔）壁。充满土壤，通过细胞与土壤的相互作用创建了一个新的复合实體。细胞限制减少了土壤颗粒的横向运动，从而保持压实并形成坚硬的床垫，将负载分布在更广泛的区域。由先进聚合物制成的地工格室传统上用于斜坡保护和土保持应用，现在越来越多地采用用于长期道路和铁路荷载支撑。更大的地工格室也由坚硬的地工织物缝制成類似但更大的单元格，用于保护掩體和墙壁。

### 地工复合材料

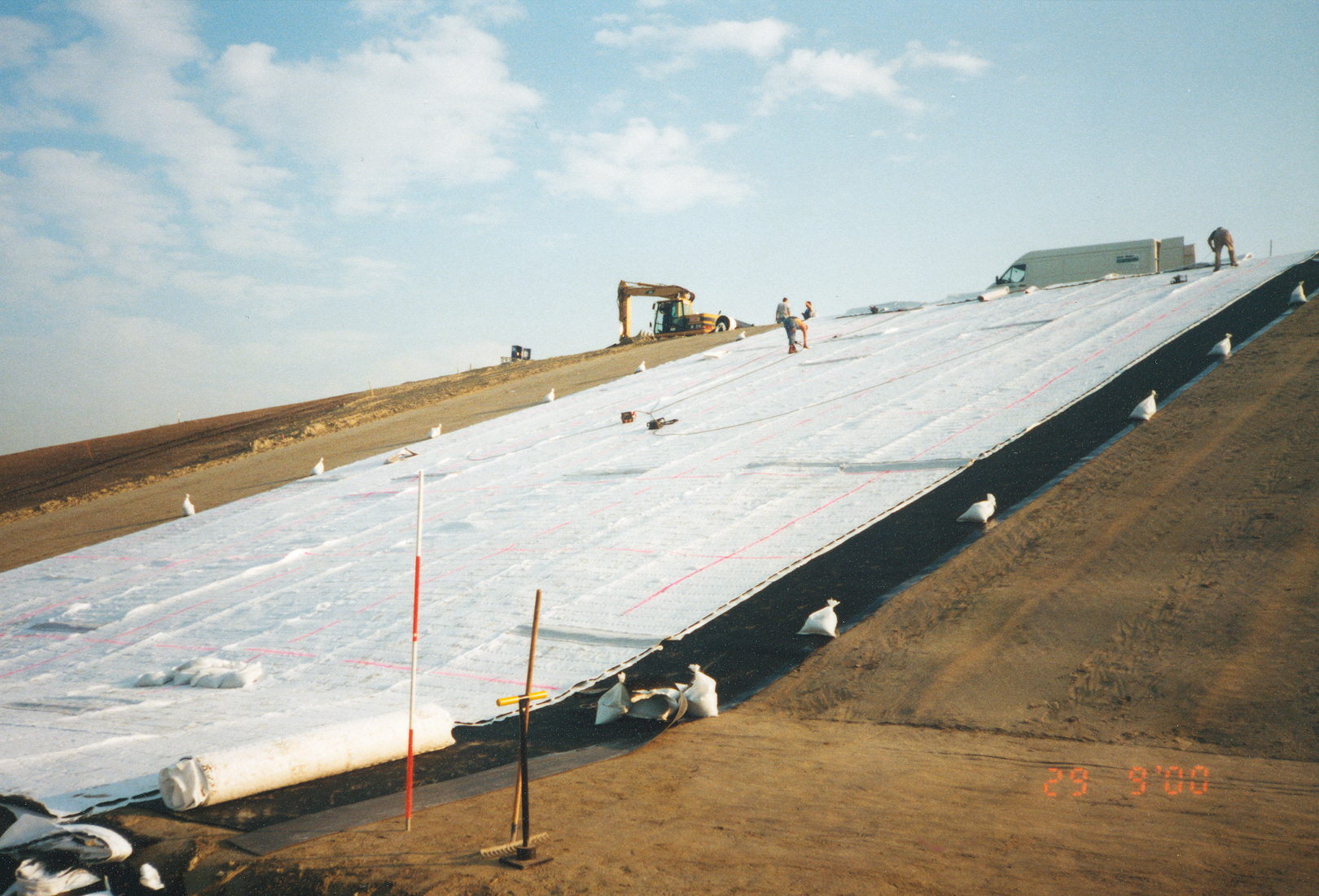
安装地工复合排水管。地工复合排水管通常用于垃圾填埋场封盖系统的陡坡。

地工复合材料由工厂制造的地工织物、地工格栅、地工网和/或地工膜的组合组成。此外，这四种材料中的任何一种都可以与另一种合成材料（例如变形塑料片或钢缆）甚至与土壤结合。例如，两个表面都有地工织物的地工网或地工间隔物以及由地工织物/膨润土/地工织物夹层组成的 GCL 都是地工复合材料。这一特定类别激发了工程师和制造商的最佳创造性努力。应用领域众多且不断增长。主要功能涵盖了前面讨论的地工合成材料的全部功能：分离、加固、过滤、排水和遏制。

## 需求與生產
| 地区           | 2007年  | 2012年 | 2017年  |
| -------------- | ------- | ------ | ------- |
| 北美           | 923     | 965    | 1300    |
| 西欧           | 第668章 | 615    | 第725章 |
| 亚太           | 第723章 | 1200   | 2330    |
| 中美洲和南美洲 | 124     | 160    | 220     |
| 东欧洲         | 248     | 305    | 405     |
| 非洲/中东      | 115     | 155    | 220     |
| 全部的         | 2801    | 3400   | 5200    |